# Cribralaria labiodentata
Cribralaria labiodentata är en mossdjursart som beskrevs av Moyano 1983. Cribralaria labiodentata ingår i släktet Cribralaria och familjen Cribrilinidae. Inga underarter finns listade i Catalogue of Life.